# Gaku Fujii
Gaku Fujii –en japonés, 藤井 岳, Fujii Gaku– (30 de mayo de 1991) es un deportista japonés que compitió en judo. Ganó una medalla de oro en el Campeonato Asiático de Judo de 2013 en la categoría de +100 kg.

## Palmarés internacional
| Campeonato Asiático | Campeonato Asiático | Campeonato Asiático | Campeonato Asiático |
| Año                 | Lugar               | Medalla             | Categoría           |
| ------------------- | ------------------- | ------------------- | ------------------- |
| 2013                | Bangkok (Tailandia) | Medalla de oro      | +100 kg             |